# Naoyuki Daigo
Naoyuki Daigo (醍醐 直幸, Daigo Naoyuki, né le 18 janvier 1981 à Tokyo) est un spécialiste du saut en hauteur japonais. Il mesure 1,82 m pour 64 kg. 

## Biographie
Son record personnel, également national, est de 2,33 m, réalisé en 2006 à Kōbe.

## Palmarès
| Date | Compétition                    | Lieu     | Résultat | Marque |
| ---- | ------------------------------ | -------- | -------- | ------ |
| 1998 | Championnats du monde juniors  | Annecy   | 7e       | 2,15 m |
| 2003 | Championnats d'Asie            | Manille  | 3e       | 2,19 m |
| 2005 | Championnats d'Asie            | Incheon  | 2e       | 2,23 m |
| 2005 | Jeux de l'Asie de l'Est        | Macao    | 2e       | 2,23 m |
| 2005 | Championnats du monde          | Helsinki | qual.    | 2,20 m |
| 2006 | Championnats d'Asie en salle   | Pattaya  | 1er      | 2,17 m |
| 2006 | Jeux asiatiques                | Doha     | 3e       | 2,23 m |
| 2007 | Championnats du monde          | Osaka    | qual.    | 2,19 m |
| 2008 | Championnats du monde en salle | Valence  | qual.    | 2,15 m |
| 2008 | Jeux olympiques                | Pékin    | qual.    | 2,15 m |
| 2009 | Championnats d'Asie            | Canton   | 6e       | 2,15 m |
| 2009 | Championnats du monde          | Berlin   | qual.    | 2,20 m |